# Poblana
Los charales del género Poblana son un grupo de peces actinopterigios de agua dulce.
Existen otros peces con este mismo nombre común general de charales: los del género Chirostoma y algunos del género Menidia, todos ellos de la misma subfamilia Menidiinae.
Se distribuyen por lagunas del altiplano mexicano, algunos en peligro de extinción por tener un área de distribución muy pequeña.

## Descripción
Dentro del orden Atheriniformes se distinguen por las siguientes características: dos aletas dorsales ampliamente separadas, la primera con espinas flexibles y la segunda con una espina seguida de radios blandos al igual que la aleta anal, con aletas pectorales situadas en una posición alta en el cuerpo.

## Especies
Se reconocen las siguientes especies:
- Poblana alchichica de Buen, 1945 - Charal de Alchichica. Endémica de la laguna de Alchichica, Puebla.
- Poblana ferdebueni Solórzano y López, 1965 - Charal de Almoloya. Endémica del lago Almoloya, en Chignahuapan (Puebla).
- Poblana letholepis Álvarez, 1950 - Charal de La Preciosa. Endémica del lago del cráter La Preciosa, Puebla.
- Poblana squamata Álvarez, 1950 - Charal de Quechulac. Endémica del lago del cráter Quechulac, Puebla.